# Будівля Верховної Ради Автономної Республіки Крим
Будівля Верховної Ради Автономної Республіки Крим — споруда в АР Крим, побудована 1988 року. До 2014 року в будівлі розташовувалась та функціонувала Верховна Рада Автономної Республіки Крим. 
Внаслідок окупації Кримського півострова у 2014 році Верховна Рада України ухвалила постанову про дострокове припинення повноважень Верховної Ради Автономної Республіки Крим 6 скликання (№4461). ВР постановила що відповідно до пункту 28 частини першої статті 85 Конституції України, абзацу п’ятого частини першої статті 22 Конституції Автономної Республіки Крим, частини шостої статті 4 Закону України «Про Верховну Раду Автономної Республіки Крим», враховуючи Висновок Конституційного Суду України у рішенні № 2-рп/2014 від 14 березня 2014 року у справі про проведення місцевого референдуму в АРК щодо порушення Верховною Радою Криму Конституції України, Верховна Рада України постановляє достроково припинити повноваження Верховної Ради Автономної Республіки Крим.

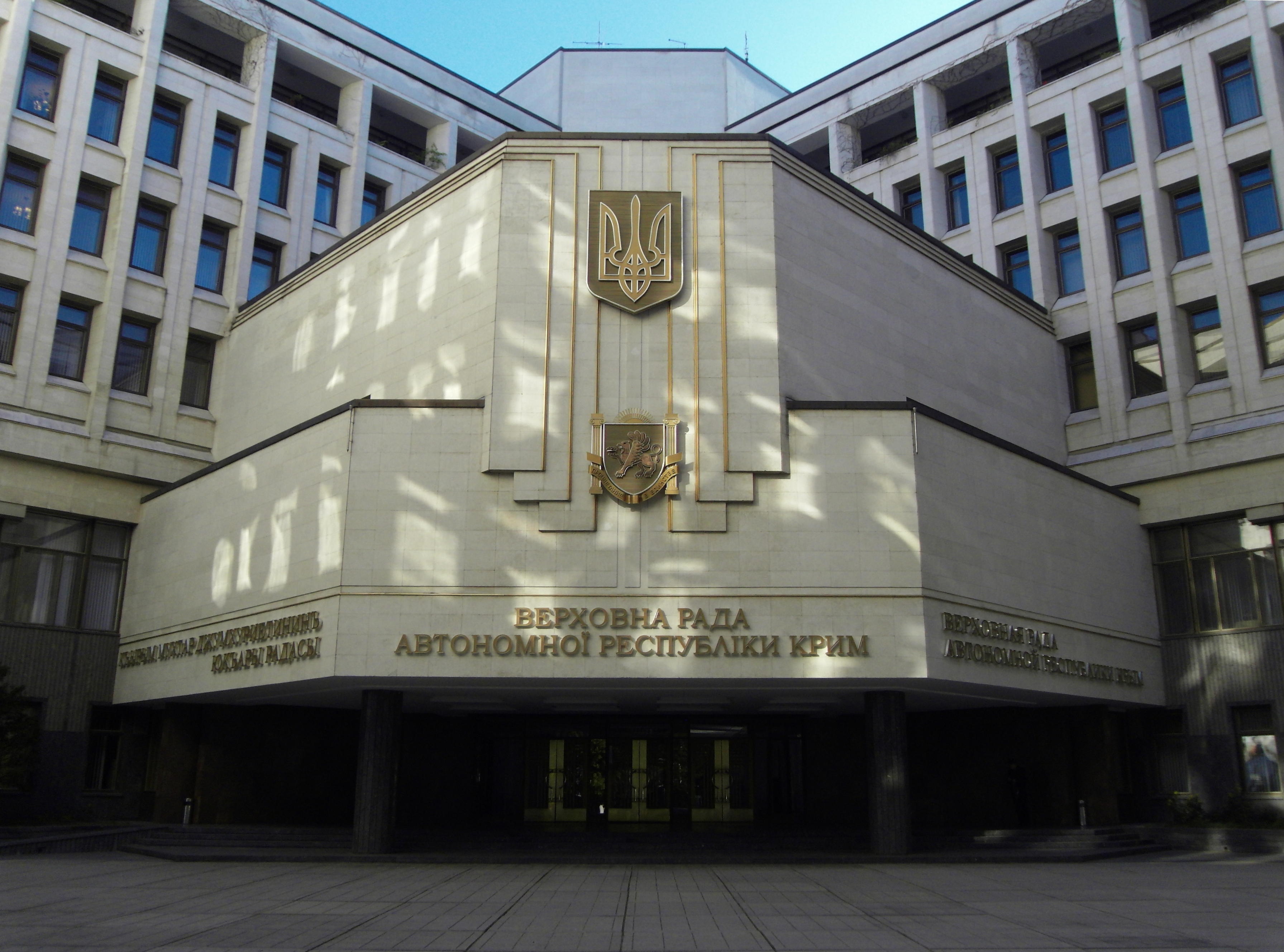
2010 рік

## Історія будівництва
Наприкінці 70-х років 20-го століття тодішня комуністична влада Криму вирішила звести нову та більш простору будівлю для Кримського обласного комітету КПУ, що на той час знаходився на вулиці Гоголя, районного комітету та обкому комсомол. Тому, у вересні 1980 року було розпочато будівництво нової будівлі.
Будівництво було вирішено розпочати на перетині трьох вулиць: Жуковського, Горького та Карла Маркса. Для звільнення території під забудову, мешканців будинків, що розташовувалися поруч міськвиконкомом було вирішено відселити.
Головним забудовником було обрано «Сімферопольпромбуд», а саме його сьоме управління будтресту. Розробкою проєкту займалися московські архітектори Т.Курдіані, Г.Ісаакович та інженери Д. Валов і С. Попоков. Для втілення задумів головою будівництва було призначено Олександра Швечикова, втіленням архітектурної думки займалися Віктор Коваль та Володимир Скакун.
За спогадами Заслуженого будівельника України Євгена Дем'яновича Кротенко, будівництво тривало 8 років і будівельні бригади, що працювали над об'єктом доклали максимум зусиль, щоб зробити його монументальним та гарним. Зокрема, проводилися різні змагання за право виконати ті, чи інші роботи в приміщеннях будівлі. Так, роботу по тинькуванню стін виконувала бригада Марії Шелудько. Підвісну ж стелю для будівлі виготовлено на заводі в Митищах за сприяння Марка Зохіна та Олексія Дементьєва, тодішніх керівників Головного управління з житлового та цивільного будівництва в Москві. Після закінчення робіт перед мешканцями міста постала монументальна шестиповерхова споруда.

## Використання будівлі
Лише декілька років після здачі в експлуатацію будівля виконувала функцію, для якої й була зведена — тут розміщувався обласний комітет Комуністичної партії. З розпадом Радянського Союзу та отриманням незалежності України в приміщення спочатку розміщено Верховну Раду Кримської АРСР, а невдовзі й Верховна Рада Автономної Республіки Крим. З початку 90-х років і до сьогодні в будинку знаходиться парламент.

## Передісторія місцевості
Цікавим є той факт, що задовго до появи будівлі кримського парламенту на цьому місці знаходилися досить цікаві заклади.
У XIX столітті вулиця мала назву Поліцейської, і з 1818 року на території, де тепер знаходиться Верховна Рада Криму був Будинок Поліції. В документах, які збереглися, зазначено, що це була двоповерхова споруда на 20 приміщень (з кімнатами для проживання, коморами та місцями утримання підсудних), кам'яна огорожа, ворота, пожежна башта з дзвоном для сповіщення, в'язниця та пізніше добудовані два флігелі.
З будівництвом нового місця для утримання затриманих біля вокзалу, комплекс споруд втрачає своє безпосереднє призначення. Флігелі переобладнують під училище, а в одному з поруч розташованих приміщень за стіною будівлі відкривають кінотеатр «Юнгштурм», що з середини 60-х років перейменований на «Пурпурові вітрила»(рос. «Алые паруса»)

## Використані джерела
- http://crimeanblog.blogspot.com/2010/10/rada-crimea.html [Архівовано 9 березня 2014 у Wayback Machine.]
- http://afisha.sobytiya.info/places/115/ (рос.)[недоступне посилання з червня 2019]
- [Архівовано 24 вересня 2017 у Wayback Machine.]